# Kroatische Krajina
De Kroatische Krajina is een voormalig militair grensdistrict met als hoofdstad Knin. Het maakte deel uit van de Habsburgse Militaire Grens (Kroatisch: Vojna Krajina). 
Dit militaire grensdistrict ontstond in de 16de eeuw, toen Oostenrijk strijd leverde met het Ottomaanse Rijk. De Habsburgers begonnen de vestiging van getrouwe onderdanen in deze gebieden aan te moedigen, die bereid waren samen met het leger de wapenen op te nemen tegen de vijand, in ruil voor vrijheden en belastingvoordelen. Dit waren vooral Serviërs van de overkant van de Donau en de Sava, waar de Turken heersten. De Ottomanen deden hierop hetzelfde in het tegenovergelegen Bihac. 
In de Kroatische Krajina werd in 1991 door de Serviërs onder Milan Babić een eigen republiek uitgeroepen: de Republiek van Servisch Krajina. Nadat Slobodan Milošević hen had laten vallen, hadden ze in 1995 geen schijn van kans tegen de goedbewapende Kroatische troepen. Waarschijnlijk zijn meer dan 100.000 mensen verdreven of gevlucht.